# Frederik Ludvig Norden
Frederik Ludvig Norden (en francés Frédéric Louis Norden; Glückstadt, 22 de octubre de 1708 - París, 22 de septiembre de 1742) fue un oficial naval y explorador danés. 

## Biografía
Fue hijo de Jørgen Norden, teniente coronel de infantería de Rendsburg, y de Cathrine Henrichsene. En 1722, ingresó en la  Real Academia Naval Danesa de Copenhague y se distinguió por su talento como cartógrafo. En 1732, el rey Cristian VI de Dinamarca le envió en misión de estudios al extranjero y en los años siguientes Norden viajó por los Países Bajos, Francia, Italia y Malta para estudiar las fortificaciones locales, las obras de ingeniería hidráulica y, en general, realizar planos de todo lo que viera de interés. Fue elegido miembro de la Academia de Dibujo de Florencia y conoció al barón Philipp von Stosch, quien le transmitió su pasión por el antiguo Egipto.  
A petición del rey Cristián VI, Norden viajó a Egipto para participar en una expedición dirigida por el francés Pierre Joseph le Roux que pretendía llegar a Etiopía para establecer relaciones comerciales. Desde Italia, llegaron a Alejandría en junio de 1737 y luego viajaron hasta El Cairo, donde permanecieron cuatro meses. Navegaron por el Nilo hasta Asuán y en enero de 1738 llegaron a la ciudad nubia de Derri. Se supone que la expedición debía continuar hasta Etiopía, pero las condiciones fueron demasiado malas y tuvieron que regresar a Italia. Norden mantuvo un diario durante su viaje y realizó más de doscientos dibujos de los monumentos que visitó, como las pirámides y las ruinas de Tebas y Asuán, y de la vida cotidiana en Egipto.
Tras su regreso a Dinamarca, Norden preparó la publicación de sus notas de viaje. En 1741, publicó la obra Mémoire sur les ruines de Thèbes en Égypte [Memorias sobre las ruinas de Tebas en Egipto]. Murió de tuberculosis al año siguiente en París. 
El relato de su viaje se publicó tras su muerte bajo el título de Voyage d'Egypte et de Nubie [Viaje de Egipto y Nubia], con grabados de Carl Marcus Tuscher elaborados a partir de sus dibujos. 